# Altenschlag
Altenschlag ist ein Ort im Mühlviertel Oberösterreichs wie auch Ortschaft der Gemeinden Helfenberg im Bezirk Rohrbach und Vorderweißenbach im Bezirk Urfahr-Umgebung.

## Geographie
Der Ort befindet sich etwa 30 km nordwestlich von Linz, 24 km westlich von Freistadt, zwischen Rohrbach und Bad Leonfelden, 12 km von ersterem und 8 km von zweiterem entfernt. 
Die Rotte Altenschlag liegt in den Südlichen Böhmerwaldausläufern im Tal des Altenschläger Bachs auf um die 760 m ü. A. Höhe. Der Bach fließt von der Passlandschaft des Trabergs bei Ahorn nordwärts dem Weißenbach, dessen Talung sich dann ostwärts gegen Bad Leonfelden wendet, und dort erst Richtung Süden zur Donau geht. Der Ort Helfenberg ist 2½ km nordwestlich, Vorderweißenbach 3½ km nordöstlich, Ahorn 1½ km südlich.
Der Ort hat mit seinen Streulagen knapp 50 Adressen mit heute 119 Einwohnern (Stand: 2024).
Dabei umfasst die Helfenberger Ortschaft Altenschlag, die sich den Bach entlang zieht, den Gutteil (ca. 40 Gebäude, 98 Einwohner). Ein paar Häuser verteilen sich zerstreut ostwärts den Hang hinauf zum Höchlwald und bilden eine eigene Ortschaft von Vorderweißenbach. Letzteres gehört schon zum Bezirk Urfahr-Umgebung, aber zum Gerichtsbezirk Rohrbach. Zu der Vorderweißenbacher Ortschaft gehört auch noch abgelegen ein Gehöft 2 km nördlich, noch hinter Geierschlag, am Nordhang des Asbergs (Adressen Altenschlag 24, 42).
|                                                   | Mühlholz (O, Gem. Helfenberg, Bez. Rohrbach u. Vorderweißenbach, Bez. Urfahr-Umgebung) | Geierschlag ∗ (O, Gem. Vorderweißenbach, Bez. Urfahr-Umg.) |
| Thurnerschlag (O, Gem. Helfenberg, Bez. Rohrbach) | Kompassrose, die auf Nachbargemeinden zeigt                                            | Oberbrunnwald (O, Gem. Helfenberg, Bez. Rohrbach) ∗∗       |
|                                                   | Ahorn (O, Gem. Helfenberg, Bez. Rohrbach)                                              |                                                            |

∗ und eine abgelegene Ortslage von Piberschlag, Gem. Vorderweißenbach, und dahinter die abgelegte Ortslage von Altenschlag
∗∗ von Oberbrunnwald gehören größere Teile weiter im Süden auch zu Oberneukirchen und Vorderweißenbach, beide Bez. Urfahr-Umgebung; der Helfenberger Teil ist diesbezüglich abgelegen; östlich dahinter wieder Geierschlag 

## Geschichte
Der Ort ist schon 1455 genannt und gehörte damals zur Pfarre Helfenberg.
Der Name deutet darauf hin, dass es sich um eine der frühen Rodungen im Gebiet handelt (Rodungsname auf -schlag).

## Wirtschaft und Infrastruktur
Feuerwehr
- FF Altenschlag[3]